# Liga Națională de handbal feminin 2016-2017, promovare și retrogradare
Acest articol descrie fazele de promovare și retrogradare la finalul Ligii Naționale de handbal feminin 2016-2017.

## Format
În ediția 2016-2017, Liga Națională de handbal feminin s-a desfășurat doar cu tur și retur, fără Play-Off și Play-Out. La întrecere au participat inițial 14 echipe, dar două dintre ele, CSM Ploiești și CSM Cetate Deva, au fost excluse din competiție după ce nu au mai putut participa la meciuri din motive financiare. Din acest motiv, echipele clasate pe ultimele două locuri (11 și 12), CSU Danubius Galați, respectiv CSM Unirea Slobozia, nu au mai retrogradat direct în Divizia A, ci au disputat un turneu de baraj împreună cu formațiile care au terminat sezonul pe locurile 2 și 3 în cele două serii ale Diviziei A. Regulamentul de desfășurare preciza că, la capătul turneului de baraj, primele două echipe clasate vor rămâne sau, după caz, vor promova în Liga Națională.
Ca și în edițiile anterioare, echipele clasate pe locul 1 în cele două serii ale Diviziei A au promovat direct în Liga Națională. Prima dintre aceste echipe a fost CSM Slatina, câștigătoarea Seriei B. La scurtă vreme s-a aflat și a doua echipă, CS Rapid USL Metrou București, câștigătoarea Seriei A. 

## Echipele
Pe data de 26 martie 2017 s-a decis prima echipă obligată să participe la turneul de baraj pentru menținerea în Liga Națională 2017-2018. În urma meciului din Etapa a XXII-a, în care a fost învinsă în deplasare de Corona Brașov, echipa CSM Unirea Slobozia a pierdut orice șansă de a se clasa la sfârșitul campionatului mai sus de locul 11, indiferent de punctele pe care le-ar mai fi acumulat în cele patru etape rămase. A doua echipă obligată să participe la turneul de baraj, CSU Danubius Galați, a fost stabilită în Etapa a XXIII-a, după ce a pierdut pe teren propriu meciul disputat împotriva CS Măgura Cisnădie pe 2 aprilie 2017.

### Echipe care au participat la baraj
| Echipa              | Competiția din care provine | Locul obținut în acea competiție | Data deciderii participării la baraj |
| ------------------- | --------------------------- | -------------------------------- | ------------------------------------ |
| CSU Danubius Galați | Liga Națională              | 11                               | 2 aprilie 2017                       |
| CSM Unirea Slobozia | Liga Națională              | 12                               | 26 martie 2017                       |
| CS Dinamo București | Divizia A                   | 2 în Seria A                     | 7 mai 2017                           |
| CS HM Buzău         | Divizia A                   | 3 în Seria A                     | 3 mai 2017                           |
| CS Minaur Baia Mare | Divizia A                   | 2 în Seria B                     | 7 mai 2017                           |
| CSU Reșița          | Divizia A                   | 3 în Seria B                     | 7 mai 2017                           |

## Partidele
Echipele care au luat parte la turneul de baraj au fost împărțite în două serii de câte trei. Tragerea la sorți pentru distribuția în serii a fost efectuată pe 10 mai 2017, la sediul Federației Române de Handbal. Fiecare serie a conținut o echipă din Liga Națională, o echipă de pe locul 2 și una de pe locul 3 din Divizia A. 
Meciurile s-au desfășurat în Sala Sporturilor „Kati Szabó” din Sfântu Gheorghe, în perioada 24-27 mai 2017. Programul complet al partidelor a fost publicat pe site-ul oficial al FRH pe data de 16 mai 2017.
|  | Echipe rămase în Liga Națională                 |
|  | Echipe care au mai jucat un meci de departajare |
|  | Echipe rămase în Divizia A                      |

### Seria I
| Poz. | Echipa              | J | V | E | Î | GM | GP | DG   | P |
| ---- | ------------------- | - | - | - | - | -- | -- | ---- | - |
| 1    | CSM Unirea Slobozia | 2 | 2 | 0 | 0 | 60 | 33 | + 27 | 6 |
| 2    | CS Dinamo București | 2 | 1 | 0 | 1 | 49 | 42 | + 7  | 3 |
| 3    | CSU Reșița          | 2 | 0 | 0 | 2 | 39 | 73 | – 34 | 0 |

| 24 mai 2017 16:00 | CS Dinamo București | 32 - 23 | CSU Reșița | Sala Sporturilor „Kati Szabó”, Sfântu Gheorghe Arbitri: Ghiță, Topliceanu |
| 24 mai 2017 16:00 | Predoi 5            | (17-13) |            | Sala Sporturilor „Kati Szabó”, Sfântu Gheorghe Arbitri: Ghiță, Topliceanu |
| 24 mai 2017 16:00 | Cronica             |         |            | Sala Sporturilor „Kati Szabó”, Sfântu Gheorghe Arbitri: Ghiță, Topliceanu |

| 25 mai 2017 16:00 | CSM Unirea Slobozia | 19 - 17 | CS Dinamo București | Sala Sporturilor „Kati Szabó”, Sfântu Gheorghe Arbitri: Mârza, Nedelea |
| 25 mai 2017 16:00 | Enescu 4            | (10-9)  | Șeiko 5             | Sala Sporturilor „Kati Szabó”, Sfântu Gheorghe Arbitri: Mârza, Nedelea |
| 25 mai 2017 16:00 | 4×                  | Cronica | 5×                  | Sala Sporturilor „Kati Szabó”, Sfântu Gheorghe Arbitri: Mârza, Nedelea |

| 26 mai 2017 16:00 | CSU Reșița | 16 - 41 | CSM Unirea Slobozia | Sala Sporturilor „Kati Szabó”, Sfântu Gheorghe Arbitri: Constantin, Gál |
| 26 mai 2017 16:00 | (10-24)    |         |                     | Sala Sporturilor „Kati Szabó”, Sfântu Gheorghe Arbitri: Constantin, Gál |
| 26 mai 2017 16:00 | [ Cronica] |         |                     | Sala Sporturilor „Kati Szabó”, Sfântu Gheorghe Arbitri: Constantin, Gál |

### Seria a II-a
| Poz. | Echipa              | J | V | E | Î | GM | GP | DG   | P |
| ---- | ------------------- | - | - | - | - | -- | -- | ---- | - |
| 1    | CSU Danubius Galați | 2 | 2 | 0 | 0 | 65 | 40 | + 25 | 6 |
| 2    | CS Minaur Baia Mare | 2 | 1 | 0 | 1 | 55 | 51 | + 4  | 3 |
| 3    | CS HM Buzău         | 2 | 0 | 0 | 2 | 45 | 74 | – 29 | 0 |

| 24 mai 2017 18:00 | CS Minaur Baia Mare | 35 - 25 | CS HM Buzău | Sala Sporturilor „Kati Szabó”, Sfântu Gheorghe Arbitri: Drăghici, Drăguț |
| 24 mai 2017 18:00 | Andrița 8           | (20-14) | Clisu 8     | Sala Sporturilor „Kati Szabó”, Sfântu Gheorghe Arbitri: Drăghici, Drăguț |
| 24 mai 2017 18:00 | 6×                  | Cronica | 5×          | Sala Sporturilor „Kati Szabó”, Sfântu Gheorghe Arbitri: Drăghici, Drăguț |

| 25 mai 2017 18:00 | CSU Danubius Galați | 26 - 20 | CS Minaur Baia Mare | Sala Sporturilor „Kati Szabó”, Sfântu Gheorghe Arbitri: Iliescu, Manea |
| 25 mai 2017 18:00 | Cozma 9             | (12-8)  | Pricop 5            | Sala Sporturilor „Kati Szabó”, Sfântu Gheorghe Arbitri: Iliescu, Manea |
| 25 mai 2017 18:00 | 5×                  | Cronica | 7× 1×               | Sala Sporturilor „Kati Szabó”, Sfântu Gheorghe Arbitri: Iliescu, Manea |

| 26 mai 2017 18:00 | CS HM Buzău | 20 - 39 | CSU Danubius Galați | Sala Sporturilor „Kati Szabó”, Sfântu Gheorghe Arbitri: Georgescu, Moldoveanu |
| 26 mai 2017 18:00 | Clisu 10    | (10-19) |                     | Sala Sporturilor „Kati Szabó”, Sfântu Gheorghe Arbitri: Georgescu, Moldoveanu |
| 26 mai 2017 18:00 | Cronica     |         |                     | Sala Sporturilor „Kati Szabó”, Sfântu Gheorghe Arbitri: Georgescu, Moldoveanu |

În urma meciurilor disputate, CSM Unirea Slobozia și CSU Danubius Galați, câștigătoarele celor două grupe ale turneului, și-au păstrat locul în Liga Națională și în sezonul 2017-2018.

### Meciuri de clasament
| 27 mai 2017 10:00 | CS Dinamo București | 31 - 28 | CS Minaur Baia Mare | Sala Sporturilor „Kati Szabó”, Sfântu Gheorghe |
| 27 mai 2017 10:00 |                     | (19-16) | Andrița 5           | Sala Sporturilor „Kati Szabó”, Sfântu Gheorghe |
| 27 mai 2017 10:00 | Cronica             |         |                     | Sala Sporturilor „Kati Szabó”, Sfântu Gheorghe |

| 27 mai 2017 12:00 | CSU Reșița | 23 - 31 | CS HM Buzău | Sala Sporturilor „Kati Szabó”, Sfântu Gheorghe |
| 27 mai 2017 12:00 |            | (14-17) | Clisu 11    | Sala Sporturilor „Kati Szabó”, Sfântu Gheorghe |
| 27 mai 2017 12:00 | Cronica    |         |             | Sala Sporturilor „Kati Szabó”, Sfântu Gheorghe |